# Julio Ojeda Pascual
Julio Ojeda Pascual OFM (* 12. April 1932 in Monasterio de Rodilla bei Burgos, Spanien; † 28. April 2013 in Lima, Peru) war Apostolischer Vikar von San Ramón.

## Leben
Julio Ojeda Pascual trat der Ordensgemeinschaft der Franziskaner bei, legte die Profess am 14. Oktober 1953 ab und empfing am 6. Januar 1957 durch Erzbischof John Landázuri im Kloster Ocopa die Priesterweihe. Nach seinen franziskanischen Studien wurde er  Missionar in Peru und besuchte das Colegio Seráfico in Anguciana sowie das Colegio Seráfico in Callao.
Papst Johannes Paul II. ernannte ihn am 30. März 1987 zum Apostolischen Vikar von San Ramón und Titularbischof von Fissiana. Die Bischofsweihe spendete ihm der Erzbischof von Lima, Juan Kardinal Landázuri Ricketts OFM, am 5. Juli 1987 in der Kathedrale von San Ramon; Mitkonsekratoren waren Victor de la Peña Pérez OFM, Weihbischof in Requena, und Lorenzo Rodolfo Guibord Lévesque OFM, Apostolischer Vikar von San José de Amazonas. 
Am 11. März 2003 nahm Papst Johannes Paul II. seinen gesundheitsbedingten Rücktritt an.

## Auszeichnungen und Ehrungen
- Medalla de Oro de Santo Toribio de Mogrovejo (Peru, 2004)